# Tingel Tangel på Tyrol
Tingel Tangel på Tyrol, som spelades 1989–1990, var en revy av Povel Ramel och Hans Alfredson i produktion av Knäppupp AB. Det var den första revy som Hans Alfredson var med om att skapa efter Tage Danielssons bortgång.
Povel Ramel och Hans Alfredson stod för alla texterna, och Povel Ramel skrev även musiken. För regin svarade Mikael Ekman, Anders Eljas var kapellmästare, Kicki Ilander stod för dekor och kostymer, Rozita Auer var koreograf och Vicky von der Lancken var producent.
Tingel Tangel spelades på restaurang Tyrol på Gröna lund den 7 februari 1989–28 april 1990. Revyn har även släppts på skiva under det tillfälliga förlagsnamnet Knäppa Ljud. Eftersom Ramel och Alfredson skrev revyn tillsammans ville de att det skulle vara en blandning av Ramels varumärke (Knäppupp) och Alfredsons varumärke (Svenska Ljud). Resultatet blev alltså Knäppa Ljud.

## Medverkande
- Hans Alfredson
- Rozita Auer
- Sten Hellström
- Hans Klinga (1990)
- Margaretha Krook (1989)
- Siw Malmkvist (1990)
- Ewa Munther
- Lotta Ramel
- Povel Ramel
- Bengt Rydén (1989)
- Mille Schmidt
- Maj-Britt Thörn
- Johan Ulveson (1989)